# Спинокрил адіантоподібний
Спинокрил адіантоподібний (Fissidens adianthoides) — вид мохів порядку дикранальних (Dicranales).

## Поширення
Батьківщиною є Європа, Північна Америка, Південна Америка, Азія, Австралія, Нова Зеландія.
Населяє місця просочування, вздовж струмків, поблизу водоспадів, лугів, ґрунту, навколо основ дерев, гнилої деревини, вкраплень вапняку й пісковику, скель і валунів.

## Характеристика
Рослини до 85 × 5 мм. Стебло переважно гіллясте. Листки до 60 пар, дещо хвилясті, від довгастих до ланцетних, гострі, зрідка тупі, до 3.5 × 1.2 мм; край зубчастий, рівномірно зубчастий, але дистально нерівномірно зубчастий. Вид дводомний. Коробочкові ніжки до 25 мм. Коробочка симетрична, до 1.5 мм. Спори 13–22 мкм.